# Бумажные мануфактуры И. К. Познанского в Лодзи
Бумажные мануфактуры И. К. Познанского в Лодзи — существовавшая в дореволюционной России российская  компания. Полное наименование — Акционерное общество бумажных мануфактур И. К. Познанского в Лодзи. Штаб-квартира компании располагалась в г. Лодзь Царства Польского.

## История

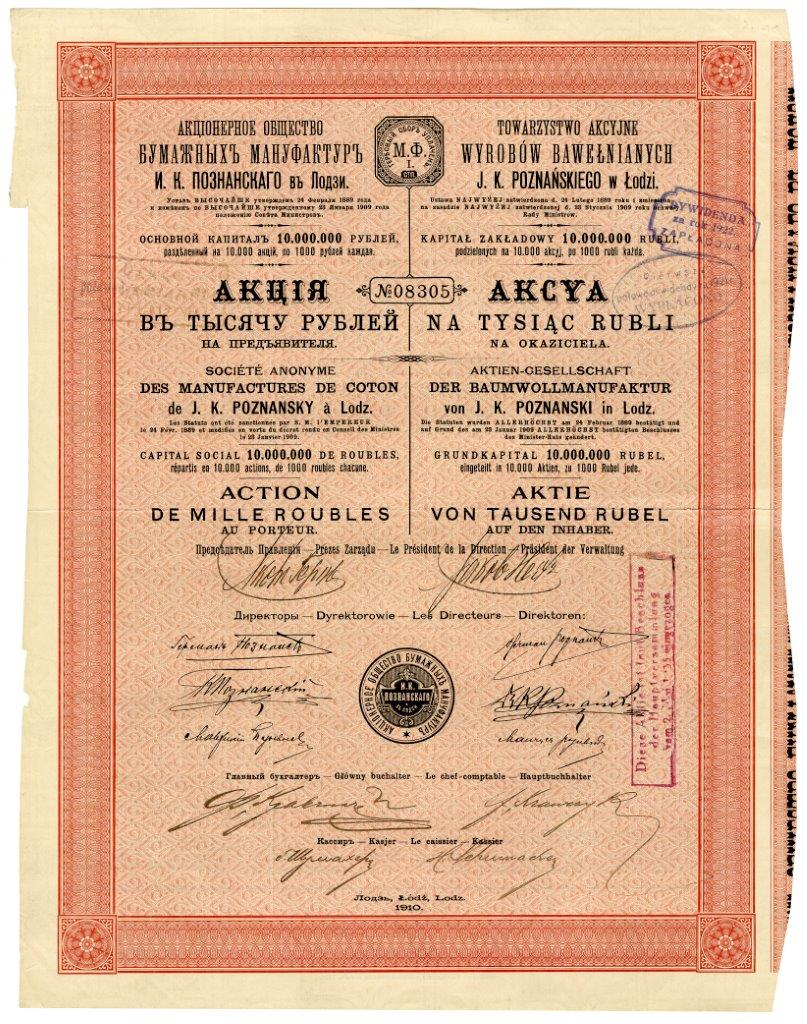
Акция в 1000 руб. на предъявителя Акционерного общества бумажных мануфактур И. К. Познанского в Лодзи. Г. Лодзь, 1910 г.

Акционерное общество бумажных мануфактур было зарегистрировано в 1889 году, (Устав Высочайше утвержден 24 февраля 1889 г.) хотя само текстильное производство крупного польского промышленника еврейского происхождения Израиля Познанского в Лодзи ведет свою историю с 1852 г.
Основной капитал успешно развивавшейся компании, изначально составлявший 5 млн руб., к 1909 г. был увеличен вдвое и доведен до 10 млн руб, разделенных на 10 тыс. акций в 1000 руб. каждая. Число рабочих и служащих предприятия Израиля Кальмановича Познанского достигало 7000 человек.
Как сказано в статье, посвященной АО бумажных мануфактур Познанского, опубликованной в издании "Россия на Всемирной выставке в Париже в 1900 г.":

Производство фабрик: а) пряжа разных соротов...; б) бумажные ткани в суровом и крашеном виде, а также набивные изделия.
Кроме склада и главной продажи при фабрике Общество имеет свои склады в: В Лодзи на Петроковской улице, № 51, в Варшаве, на Гусьей ул. № 16-18, в Москве, Рыбный пер., Новый Гостиный двор, № 9, в Ново-Бухаре в собств. доме.

НАГРАДЫ, ПОЛУЧЕННЫЕ НА ВЫСТАВКАХ: в 1878 г. на Всемирной выставке в Париже – бронзовая медаль; в 1880 г. на Варшавской промышленной выставке – большая серебряная медаль; в 1885 г. на Варшавской выставке – две золотые медали; в 1896 г. на Всероссийской выставке в Нижнем Новгороде - Государственный герб.
За несколько десятилетий существования детище И. Познанского превратилось в настоящую промышленную империю, включавшую в себя прядильные и ткацкие цеха, цеха для отбеливания тканей и красильни, мастерские художников, склады, пожарное депо, а также розничный магазин готовой продукции.  Текстильная империя, соответственно, приносила и колоссальные доходы, - свидетельством чего до сих пор служит расположенный рядом дворец Познанских, считающийся самым огромным и роскошным домом фабриканта во всей Польше.
Пережившая взлеты и падения в годы независимости Польши, национализацию в эпоху ПНР, бывшая текстильная империя Познаского окончательно разорилась в 1990-х гг. Занимающие территорию в 27 га фабричные корпуса несколько лет стояли заброшенными, пока в 1999 г. их не купила некая французская компания, спустя восемь лет превратившая этот внушительный земельный участок в культурно-развлекательный комплекс Manufaktura с шоппинг-моллом, большим количеством кафе, спортивных и выставочных площадок, незамедлительно обретший популярность среди туристов и самих жителей города.

## Собственники и руководство
Основные владельцы компании: И. К. Познанский
Председатель совета директоров компании — К. И. Познанский